# Гагарин, Иван Петрович (воевода)
Князь Иван Петрович Гагарин (? — после 1694) — стряпчий, стольник и воевода во времена правления Алексея Михайловича, Фёдора Алексеевича, правительницы Софьи Алексеевны, Ивана V и Петра I Алексеевичей.
Представитель княжеского рода Гагарины. Старший из двух сыновей князя Петра Афанасьевича Гагарина (? — 1670) и внук князя Афанасия Фёдоровича Гагарина. Имел брата, князя Матвея Петровича, первого сибирского губернатора, казненного в 1721 году.

## Биография
В 1668—1676 годах в Боярской книге показан стряпчим. В 1676 — 1692 годах стольник. В 1676 году сопровождал царя Алексея Михайловича в его походе в село Покровское. С 1679 года находился на воеводстве в Сибири: в 1679—1683 годы — в Илимском остроге, где ему был поручен надзор за мятежными стрельцами, сосланными в подведомственные города после Стрелецкого бунта 1682 года, и дано полномочие, «не доводя до сведения царя, казнить смертию всех, кто заведет смуту или будет уличен в укрывательстве мятежников и воров». В это время Илимск был важнейшим стратегическим и экономическим центром связывающих Приангарье с Ленским бассейном. За время пребывания на воеводстве много сделал для укрепления самого острога, возведены новые острожный стены. Уделял пристальное внимание развитию земледелия в уезде. Илимская пашня снабжала хлебом значительную часть северо-востока Сибири.
В 1687 году стольник, в марте участвовал ротмистром первой роты стряпчих в Крымском походе.
В 1691—1694 — первый воевода в Иркутске. В Иркутске большое внимание уделял строительному делу. Именно при нём в городе становится новый рубленный острог с башнями. За стенами острога была заложена деревянная Богоявленская церковь. В 1695 году переведен на воеводство в Якутск, где сменил своего дальнего родственника князя Ивана Михайловича Гагарина. В 1691—1692 годах товарищем у него был его младший брат, князь Матвей Петрович Гагарин, переведённый в 1692 году на воеводство в Нерчинск. В 1703 году показан тридцать восьмым отставным стольником.
По родословной росписи показан бездетным.
И. П. Гагарин часто упоминается в документах, связанных с отношениями Сибирского приказа с бурятами, даурами и другими туземными племенами. Как видно из грамоты Петра I в 1697 году верхотурскому воеводе Д. П. Протасьеву, многие сибирские воеводы, в том числе князь И. П. Гагарин, не только не заботились о прибыли казне, но заодно со сборщиками, забыв крестное целование, заботились о себе, — притесняли и грабили торговых людей и ясачных иноземцев, а служилых людей разоряли, не выдавая им положенного жалованья, и безвинно наказывали их.

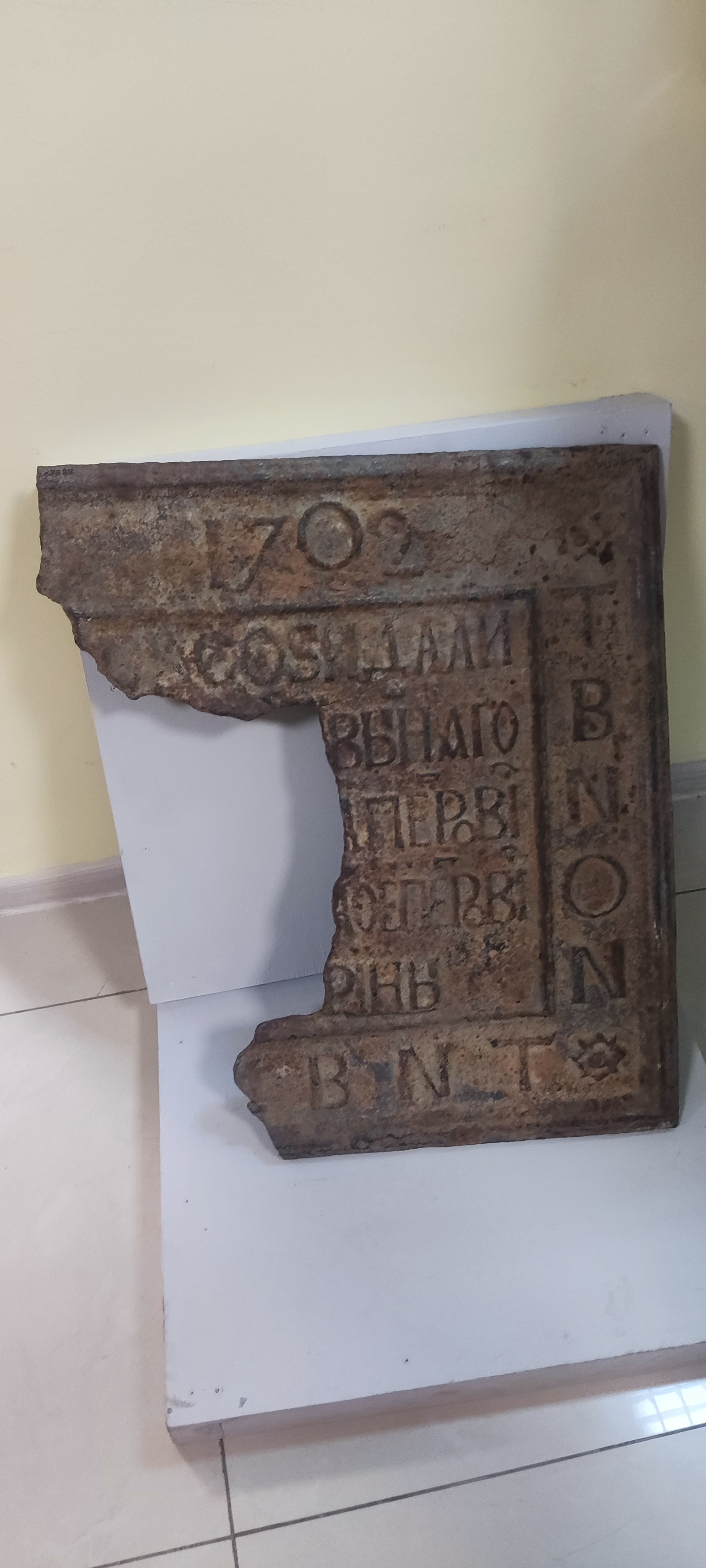
Закладная плита Гагариных

В 2015 году в Озёрский краеведческий музей имени А.П. Дорониной была передана в дар закладная чугунная плита князей Гагариных. Чугунная плита имеет размер 70х70 см. Она была отлита по заказу князей Ивана и Матвея Петровичей Гагариных.  В начале XVIII века в Озёрском районе им принадлежало имение. село Сенницы, где ими была построена и освящена в 1707 году церковь Вознесения и где вероятно была заложена данная плита. Подклеть с церковью апостола Матвея служила зимним храмом и родовой усыпальницей князей Гагариных. На плите была надпись: "Се созидатели по милости выншего князь Иван Петрович, да князь Матвей Петрович Гагарины". В верху проставлен "1702" год. По бокам плиты написано латинскими буквами "TBNON, SNBNT,  TBNON", что с латыни переводится: "И как хотите, чтобы с вами проступали люди, так и вы поступайте с ними".

## Критика
В Боярской книге 1636-1640 годов князь Иван Петрович Гагарин показан московским дворянином, что вероятно является ошибкой, так как на год его последнего упоминания в 1703 году ему было бы более девяносто лет. Вероятно, что эти данные относятся в князю Ивану Петровичу Гагарину указанного у П.В. Долгорукова в "Российской родословной книге" под № 80.